# Counter-Strike Nexon: Zombies
Counter-Strike Nexon: Zombies è un videogioco sparatutto in prima persona sviluppato da Valve Corporation e Nexon, e pubblicato nel 2014 su Steam per Windows.

## Modalità di gioco
Eroe zombie: in questa modalità, i team sono divisi con una squadra più piccola, formata da zombie, ed una più vasta formata dagli umani. Con una durata prefissata, gli zombie devono trovare tutti gli umani e trasformarli in zombie, mentre gli umani devono fuggire dagli infetti o provare a sterminarli. Prima di ogni round viene scelto un player a caso che diventa un eroe. Diventando un eroe ottiene un'arma unica.
Scenario zombie: in questa modalità, i giocatori del team umano lavorano assieme per combattere gli zombie controllati dal computer.
Fuga zombie: in questa modalità, i team sono divisi con una squadra più piccola, formata da zombie, ed una più vasta, formata dagli umani. Con una durata prefissata, gli zombie devono trovare tutti gli umani e trasformarli in zombie, mentre gli umani devono fuggire dagli infetti fino alla locazione bersaglio.
Rifugio zombie: Questa è una modalità dove bisogna aiutarsi l'un l'altro per mettere in sicurezza il rifugio e sopravvivere agli zombie. Questa modalità offre mappe PvP e PvE.
Zombie mutante: in questa modalità, i team sono divisi con una squadra più piccola, formata da zombie, ed una più vasta formata dagli umani. Con una durata prefissata, gli zombie devono trovare tutti gli umani e trasformarli in zombie, mentre gli umani devono fuggire dagli infetti o provare a sterminarli. Ogni volta che gli zombie uccidono un player diventano sempre più agili e veloci.
Zombie original: in questa modalità, i team sono divisi con una squadra più piccola, formata da zombie, ed una più vasta formata dagli umani. Con una durata prefissata, gli zombie devono trovare tutti gli umani e trasformarli in zombie, mentre gli umani devono fuggire dagli infetti o provare a sterminarli. In questa modalità non ci sono le particolarità che offrono la modalità zombie mutante ed eroe zombie.
Zombie bot: Insieme ai bot, sei diviso in due team: un piccolo gruppo di zombie e uno più largo di umani. In questa modalità, gli zombie devono infettare tutti gli umani e gli umani devono resistere fino alla fine del tempo oppure uccidere tutti gli zombie presenti.
Altre modalità: le altre modalità del gioco sono prese da tutti gli altri Counter Strike (come ad'esempio il deathmatch).

## Zombie
In Counter-Strike Nexon: Zombies ci sono 6 tipi di zombie, di cui 4 utilizzabili solo nella modalità Zombie mutante ed eroe zombie mentre un altro e presente solo nella modalità scenario zombie. Nella modalità scenario ci sono anche dei boss.
Gli zombie sono:
Zombie normale: uno zombie con hp molto alti. Corre molto velocemente e alcune volte tiene un grande oggetto di metallo che gli esce dalla schiena.
Zombie leggero: uno zombie molto agile e un po' più veloce dello zombie normale.
Zombie pesante: uno zombie armato di ascia. È molto lento ma ha molti hp e un assorbimento dei danni maggiore.
Zombie vudù: uno zombie con le mani legati che usa una bambola vudù come arma. Ha degli hp bassi in confronto agli altri zombie.
Juggernaut: uno zombie presente solo nella modalità scenario zombie. È per aspetto simile allo zombie pesante, ma molto più grande e resistente. Indossa un casco di ferro che lo rende immune ai colpi alla testa.

## Personaggi giocabili
Quando entrerai in una partita ti verrà chiesto a quale esercito vuoi appartenere (l'unica cosa che cambia tra un personaggio e l'altro è l'aspetto).
Gli eserciti sono:
GSG-9: una forza anti-terrorista formatasi dopo l'attacco terroristico di Monaco 1972 in cui furono uccisi degli atleti israeliani.
Seal team 6: L'ST-6 (in seguito diventato DEVGRU) fu formato nel 1980 sotto la guida del comandante Richard Marcinko ed è tuttora attivo in ogni momento per assicurare la protezione dei possibili bersagli americani in giro per il mondo.
GIGN: La GIGN, l'unità anti-terroristica d'élite francese, è organizzata in modo che possa rispondere velocemente ad ogni minaccia da parte di terroristi. La GIGN, composta da circa 100 elementi, è diventata famosa dopo aver compiuto con successo diverse missioni.
SAS: I SAS inglesi, famosi in tutto il mondo, furono formati da David Stirling durante la II guerra mondiale. Durante la II G.M., il principale obbiettivo dei SAS fu l'infiltrazione dentro le linee nemiche, per raccogliere informazioni vitali per l'intelligence e condurre al contempo atti di sabotaggio e assassinii mirati contro bersaglia principali dello schieramento nemico.
Spetsnaz: La missione primaria della spetnzaz russa è quella descritta di seguito: spiare, sabotare o neutralizzare i maggiori centri economici e militari del nemico; istigare la rivolta interna o la definizione delle forze locali; condurre operazioni punitive contro le forze ribelli e addestrarli nel territorio dove agiscono; eccetera.
Guerrila Force: Un'organizzazione terroristica medio orientale noti per la loro crudeltà. Nel 1982 hanno dimostrato il loro odio per lo stile di vita americano facendo saltare in aria uno scuola-bus che trasportava una band rock'n'roll.
Phoenix Connection: La Phoenix Connection ha la reputazione di eliminare chiunque intralci il proprio cammino ed è una delle organizzazioni terroristiche più pericolose dell'Europa orientale. Sono noti per esserci formati subito dopo la dissoluzione dell'Unione Sovietica.
Elite agent: Fondamentalisti Medio-orientali con varie ambizioni tra cui il dominio del mondo.
Artic Avenger: un'organizzazione terroristica svedese formatasi nel 1977. Sono famosi per l'esplosione nell'Ambiasciata Canadese avvenuta nel 1990.
Militia: La Milizia del Midwest è un movimento di estrema destra formato da forze armate paramilitari ufficiali e non. Questa organizzazione anti-governativa fu formata nel 1993 subito dopo i fatti di Waco, Texas.